# 사타케 요시카타 (1692년)
사타케 요시카타(일본어: 佐竹義堅, 1692년 ~ 1742년 3월 10일)는 일본 에도 시대의 다이묘로, 구보타 신덴 번의 2대 번주이다. 어릴적 이름은 후쿠주마루(福寿丸)이며, 통칭은 슈젠(主膳)이다.
겐로쿠 5년(1692년)에 구보타 신덴 번의 초대 번주 사타케 요시쿠니의 맏아들로 태어났다. 겐로쿠 15년(1702년), 쇼군 도쿠가와 쓰나요시를 알현하였다. 교호 5년(1720년) 11월 27일, 아버지 요시쿠니가 은거함에 따라 번주직을 계승하였다. 그리고 그해 12월 18일 종5위하 부젠노카미에 서임되었다. 교호 6년(1721년), 슨푸 가반에 임명되었다. 교호 17년(1732년) 5월 9일, 본가 구보타 번의 번주 사타케 요시미네의 양자가 되었고, 영지 1만 석은 본가에 귀속되면서 구보타 신덴 번이 폐지되었다. 그러나 간포 2년(1742년), 가문을 계승하기 전에 사망하고 말았다. 이후 그의 아들 요시마사가 구보타 번의 6대 번주가 되었다.
| 전임 사타케 요시쿠니 | 제2대 구보타 신덴 번 번주 1720년 ~ 1732년 | 후임 폐번 |